# Federkrone Moctezumas

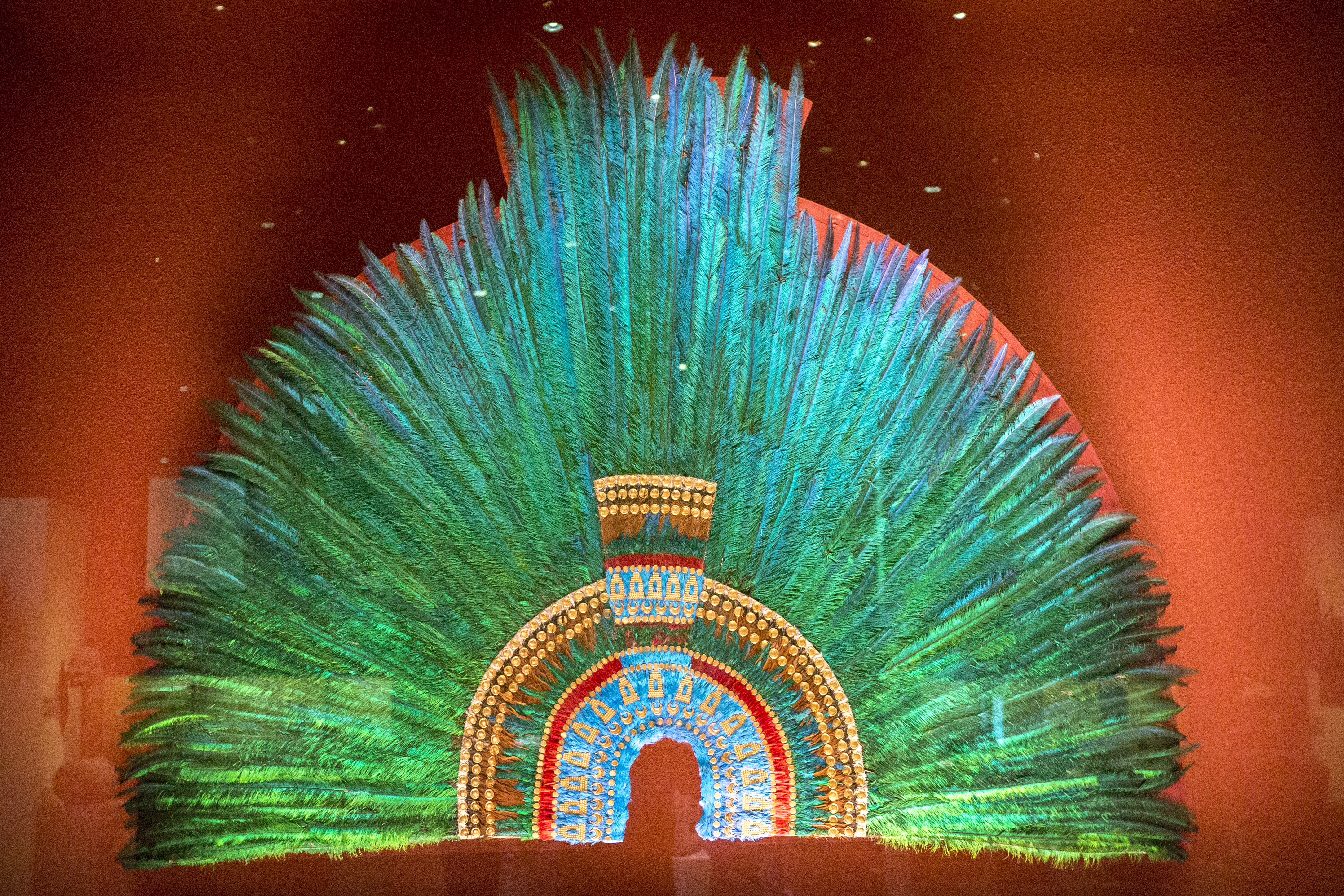
Kopie der Federkrone im Museo Nacional de Antropología, Mexiko-Stadt

Unter der Bezeichnung Federkrone Moctezumas (spanisch: Penacho de Moctezuma) wird ein kostbarer Federkopfschmuck (Nahuatl: quetzalāpanecayōtl) verstanden, der sich im  Weltmuseum Wien (Inventarnummer VO 10402) befindet. Es handelt sich vermutlich um den Kopfschmuck eines Priesters. Eine Verbindung mit dem vorletzten aztekischen Herrscher Moctezuma Xocoyotzin ist höchst spekulativ.

## Beschreibung

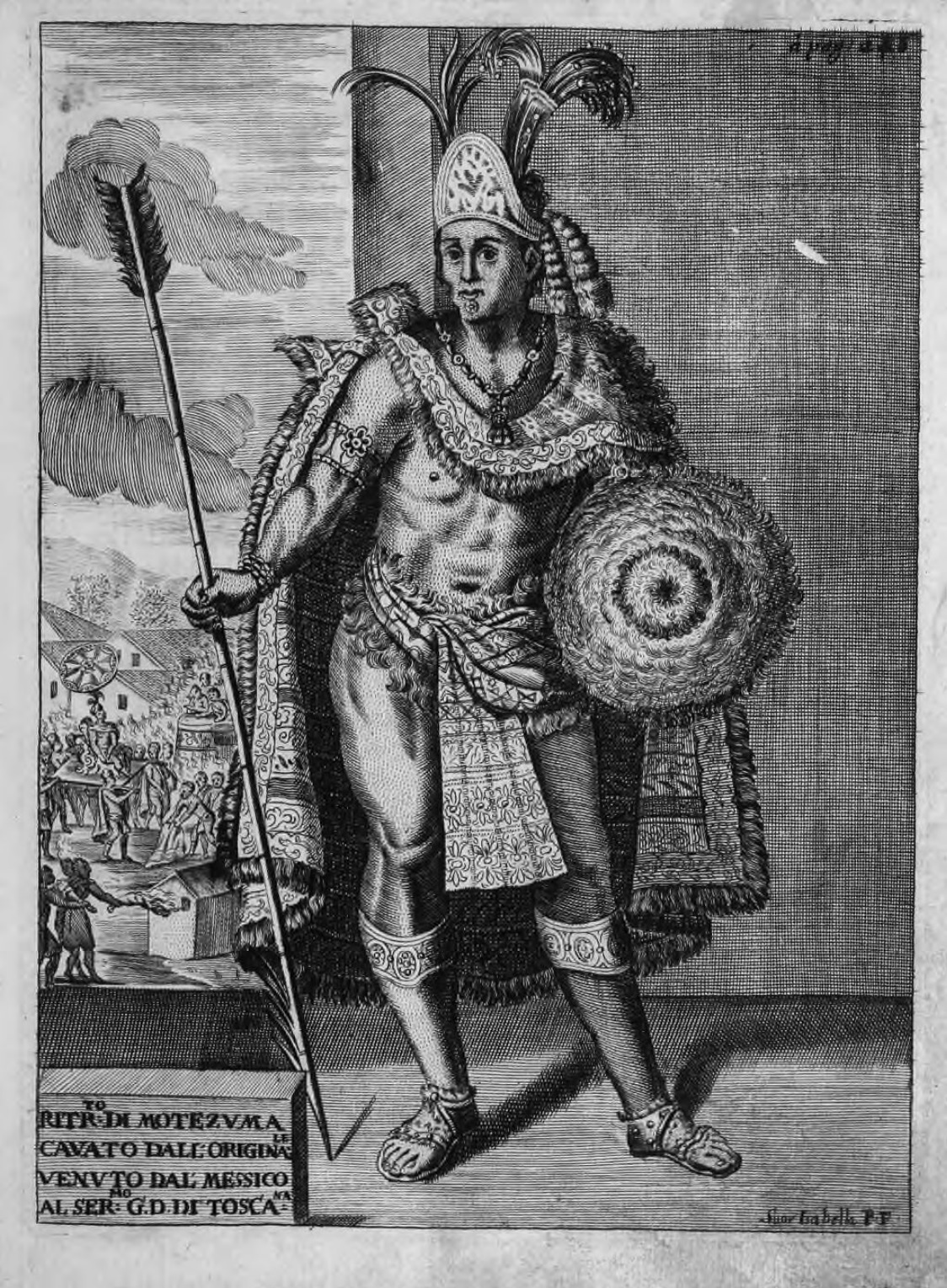
Fiktives Porträt Moctezumas (1715)

Der Kopfschmuck wird heute in der Form eines europäischen Fächers ausgestellt, wobei der Mittelteil etwas über das Kreissegment hinaus ragt. Die Dimensionen sind 116 cm in der Höhe und je nach Ausbreitung um 175 cm in der Breite. Seine Oberfläche ist mit Federn verschiedener Vogelarten in konzentrischen Halbkreisen bedeckt. Der kleinste Halbkreis besteht aus blauen Federn des in Nahuatl als xiuhtōtōtl bezeichneten Vogels (Cotinga amabilis) und wird mit kleinen Goldplättchen in Schuppenform begrenzt. Nach außen hin folgt eine schmale Umrandung aus rosa Federn des Flamingo (tlāuhquechōlli), dann kleine grüne Quetzalfedern. Der nächstfolgende Ring besteht aus rotbraunen Federn mit weißen Spitzen eines Kuckucksvogels, Piaya cayana, der Ring wird mit drei Reihen kleiner Goldplättchen begrenzt. Die äußerste Reihe von Federn sind Schwanzfedern des Quetzalvogels, die bis zu 55 cm hoch sind und sehr dicht aneinandergesetzt sind. Der höher aufragende Mittelteil weist dieselbe Gliederung auf, nur etwas nach oben verschoben. Auch sind hier längere Federn zur Verwendung gekommen. Die Federn sind auf einem Netz aus feinen Faserschnüren befestigt, die durch Versteifungsstäbe stabilisiert wurden. Ein weiteres Netz mit Lederbändern diente zum Überstülpen über den Kopf des Trägers. Im Jahre 1878 wurde der Kopfschmuck, der starken Schädlingsbefall ausgewiesen hat, restauriert, wobei man noch von der Annahme ausging, es handele sich um einen Mantel. Fehlende Goldplättchen wurden durch vergoldete Bronze ersetzt, Federn möglichst derselben Art eingesetzt.

## Funktion
Über die Verwendung des Federschmucks gab es von Anfang an Uneinigkeit. In dem Inventar ist von einer Kopfbedeckung die Rede, wobei ungewiss ist, woher diese Kenntnis gekommen sein mag. Dann wurde ein Mantel oder eine Rückdevise (auf dem Rücken getragenes Abzeichen) angenommen. Erst 1892 wies die amerikanische Anthropologin Zelia Nuttall nach, dass es sich um einen Kopfschmuck handelt, was nach einiger Zeit allgemein akzeptiert wurde und bis heute als anerkannte Forschungsmeinung gilt.
Bei dem Wiener Federkopfschmuck handelt es sich eindeutig nicht um das Abzeichen von niederen bis höchsten Herrschern, das xiuhhuitzolli, eine dreieckige, nach oben spitz auslaufende Kopfbinde, die mit Edelsteinen, vor allem Türkis (xihuitl) besetzt war. Dieses Abzeichen war so typisch, dass in bilderhandschriftlichen Darstellungen Herrscher immer dadurch gekennzeichnet werden. Der von den modernen Conchero-Tänzern verwendete Kopfschmuck aus Straußenfedern (copilli) ist eine moderne Entwicklung.

## Geschichte
Die älteste eindeutige Beschreibung des Federkopfschmucks findet sich in einem Inventar, das für die damals im Schloss Ambras befindliche Kuriositätensammlung des Erzherzogs Ferdinand von Tirol nach seinem Tod im Jahre 1596 angelegt wurde (Inuentari Weilennd der Fr: dt: Ertzhertzog Ferdinanden zu Österreich ec. lobseligister gedechtnus varnussen vnd mobilien). Dort ist der Kopfschmuck wie folgt beschrieben: Mer ain Mörischer Huet von langen schönen gleissenden grienlechten vnd gulden federn, oben hinauf mit weissen rot vnd blawen federn, mit gulden Roslen vnd geflunder ausgesezt, hat vorn auf der Stirn, ain ganz gulden Schnabl. Dem gegenüber dürfte es sich bei dem in der Liste von 1519 beschriebenen Kopfschmuck wegen zahlreicher Abweichungen um einen anderen Gegenstand handeln, der nicht erhalten ist. Diese Liste umfasst jene rund 160 Objekte, die Hernán Cortés durch seine Abgesandten Alsonso Fernández Puertocarrero und Francisco de Montejo im Jahre 1519 an die spanischen Könige sandte. Es kann vermutet werden, dass sie unter anderem die Gastgeschenke Moctezumas an Cortés umfasst. Es ist diese Sammlung, die an verschiedenen Orten, wie Veracruz, Sevilla, Valladolid und Brüssel von zahlreichen Zeitgenossen bestaunt wurde, darunter im Herbst 1520 von Albrecht Dürer. Wesentlicher Teil der Geschenke waren die Trachten, die von Priestern als Repräsentanten wichtiger Gottheiten getragen wurden, darunter Quetzalcoatl und Tezcatlipoca. Es wird angenommen, dass der Federkopfschmuck aus der Sammlung des Grafen Ulrich (VI.) von Montfort in Tettnang (Oberschwaben) stammt und später von Erzherzog Ferdinand käuflich erworben wurde. Über die Herkunft dieses erst ab 1575 nachweisbaren Objektes ist nichts bekannt. Der erwähnte goldene Schnabel ist letztmals in einem Inventar von 1730 genannt, er muss in den folgenden Jahrzehnten abhandengekommen sein. Aus der Ambraser Sammlung gelangten die meisten Stücke Anfang des 19. Jahrhunderts nach Wien, wo sie jetzt im Kunsthistorischen Museum aufbewahrt werden. Nur die präkolumbischen und einige kolonialzeitliche Objekte befinden sich im Weltmuseum Wien.

## Kontroverse
Der Federkopfschmuck ist das einzige erhaltene Objekt seiner Art (im Museo Nacional de Antropología von Mexiko-Stadt befindet sich eine in den 1950er Jahren angefertigte Kopie). Es ist mexikanische Politik, derartige herausragende Kulturschätze so weit wie möglich in ihr Ursprungsland zurückzuführen. Diesem Ziel hat sich der mexikanische Conchero-Tänzer und Aktivist Xokonoschtletl Gomora verschrieben, der zu diesem Zweck 1993 die Vereinigung Yankuikanahuak gegründet hat und leitet. Er betreibt seither eine internationale Kampagne, die sich aber nicht auf die Restitution eines Kulturgutes richtet, sondern den Kopfschmuck als nationales Identifikationssymbol betrachtet.
Eng verknüpft mit diesen Ansprüchen ist die Verbindung des Federkopfschmucks zu dem aztekischen Herrscher Moctezuma II., für die es keine Anhaltspunkte gibt. Dennoch ist diese Verbindung traditionell im Bewusstsein der Mexikaner gewachsen (siehe das Symbol der Metro-Station Moctezuma).
Wissenschaftliche Untersuchungen durch Spezialisten aus beiden Ländern ergaben, dass die Federkrone einen Transport nicht unbeschadet überstehen würde, weshalb eine Rückkehr nach Mexiko sehr unwahrscheinlich ist.